# Edward F. Moore
 Eduardo Forrest Moore (Baltimore, Maryland, 23 de novembre de 1925 - Madison, Wisconsin, 14 de juny de 2003) va ser un professor de matemàtiques i informàtica i l'inventor de la màquina d'estats finits.

## Biografia
Moore va fer un B.S. en química de la Institut Politècnic de Virgínia a Blacksburg, VA l'any 1947 i un doctorat en matemàtiques a la Universitat de Brown de Providence, RI el juny de 1950. Va treballar al UIUC 1.950-1.952 i va ser professor visitant al MIT i a Harvard al mateix temps el 1952 i 1953. Després va treballar a Bell Labs durant uns 10 anys. Després d'això, va ser professor de la Universitat de Wisconsin-Madison des de 1966 fins a la seva jubilació el 1985.
Es va casar amb Elinor Constance Martin i van tenir tres fills.

## Treball científic
Va ser el primer a utilitzar el tipus de màquina d'estats finits (FSM), que és el més comunament utilitzat avui en dia, la màquina de Moore. Amb Claude Shannon va fer treball seminal a teoria de la computabilitat i va construir circuits fiables utilitzant relés menys fiables. També va passar gran part dels seus últims anys en un esforç infructuós per resoldre el teorema dels quatre colors.

## Publicacions
Durant el període que va treballar als Laboratoris Bell, va escriure «Variable Length Binary Encodings», «The Shortest Path Through a Maze», «A simplified universal Turing machine», i «Complete Relay Decoding Networks».
- «Machine models of self-reproduction», Proceedings of Symposia in Applied Mathematics, volume 14, pages 17–33. The American Mathematical Society, 1962.
- «Artificial Living Plants», Scientific American,  (Oct 1956):118-126
- «Gedanken-experiments on Sequential Machines», p.129 – 153, Automata Studies, Annals of Mathematical Studies, no. 34, Princeton University Press, Princeton, N. J., 1956
- «Computability by Probabilistic Machines»
- «Machine Aid for Switching Circuit Design»
- «Reliable Circuits Using Less Reliable Relays»